# Henrik Stampe (1821-1892)
 Der er flere personer med dette navn, se Henrik Stampe.
Henrik lensbaron Stampe (15. marts 1821 – 24. februar 1892) var en dansk kammerherre, hofjægermester og lensbesidder.
Han var søn af Henrik Stampe og Christine Stampe og voksede op i et af guldalderens kulturelt førende hjem. Han studerede jura, men skiftede til landvæsenet, var frivillig i Treårskrigen og forpagtede fra 1850 Christinelund ved Præstø. 1876 blev han ejer af Nysø ved Præstø og besidder af Baroniet Stampenborg.
Han havde kun døtre i sit ægteskab:
1. Baronesse Rigmor, gift 18. juli 1879 med komponist, professor Victor Emanuel Bendix
2. Baronesse Astrid, gift 29. oktober 1881 med amtmand over Ringkjøbing Amt Gustav Hakon Valdemar Feddersen
3. Baronesse Kirstine (30. oktober 1856 – 9. marts 1884), gift med indenrigsminister Vilhelm Bardenfleth
4. Baronesse Jeanina Emilie (11. september 1861 – 22. juni 1911). Gift 27. september 1882 med stiftamtmand over Fyns Stift og amtmand over Odense Amt Frederik Lindam Godefroi de Dompierre de Jonquières.